# Raimundo de Madrazo y Garreta
Pour les articles homonymes, voir Madrazo.
Raimundo de Madrazo y Garreta, né le 24 juillet 1841 à Rome et mort le 15 septembre 1920 à Versailles, est un peintre espagnol.
Portraitiste et peintre de genre rattaché au mouvement réaliste, il est apprécié de la société mondaine de son époque.

## Biographie
Issu d'une famille d'artistes, Raimundo de Madrazo y Garreta se forma à la peinture auprès de son père, Federico de Madrazo, célèbre portraitiste espagnol, puis à l'École des beaux-arts de Madrid. À partir de 1860, il vécut surtout à Paris, où il fut l'élève de Léon Cogniet. Il participa à l'Exposition universelle de 1878 et à celle de 1900 à Paris. 

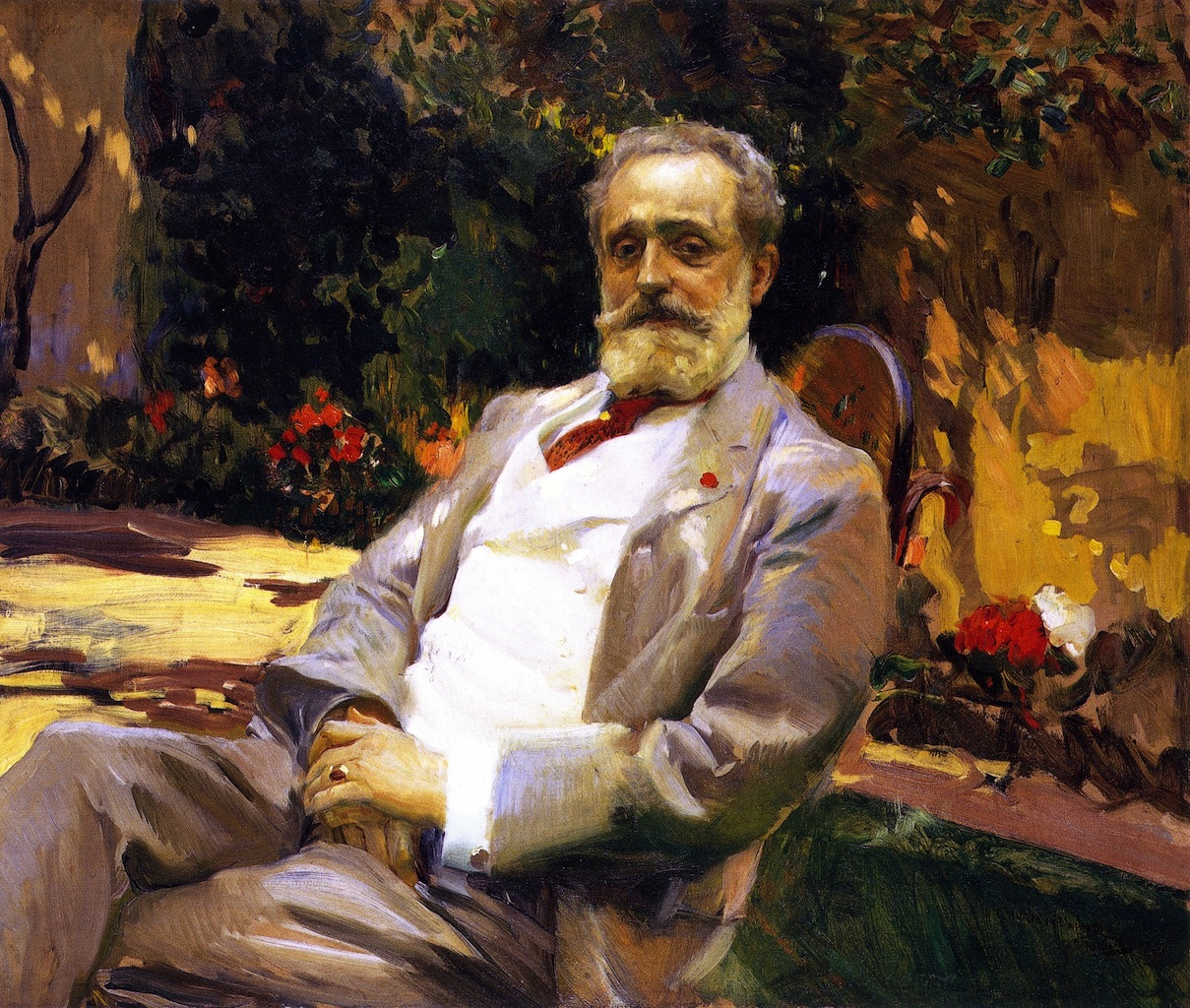
Raimundo de Madrazo y Garreta
Joaquín Sorolla, 1906
The Hispanic Society of America, New York

Ses remarquables aptitudes techniques en firent un portraitiste à succès et il devint une figure de l'école des peintres espagnols de Paris. Il s'installa en 1914 à Versailles où il est mort six ans plus tard. C'était un habitué du salon de Madeleine Lemaire.
Il est inhumé à Versailles au cimetière des Gonards.

## Collections publiques
Le musée du Prado à Madrid acquiert en 2006 la collection familiale d'Elena Madrazo, descendante de la famille Madrazo. Cette collection est connue sous le nom de Archivo y colección de obra sobre papel de Elena Madrazo et contient une correspondance composé de 2 635 lettres des différents membres de la famille, dont Raimundo, ainsi que plusieurs livres et dessins écrits ou composés par des membres de la famille.

Portraits d'Aline Masson
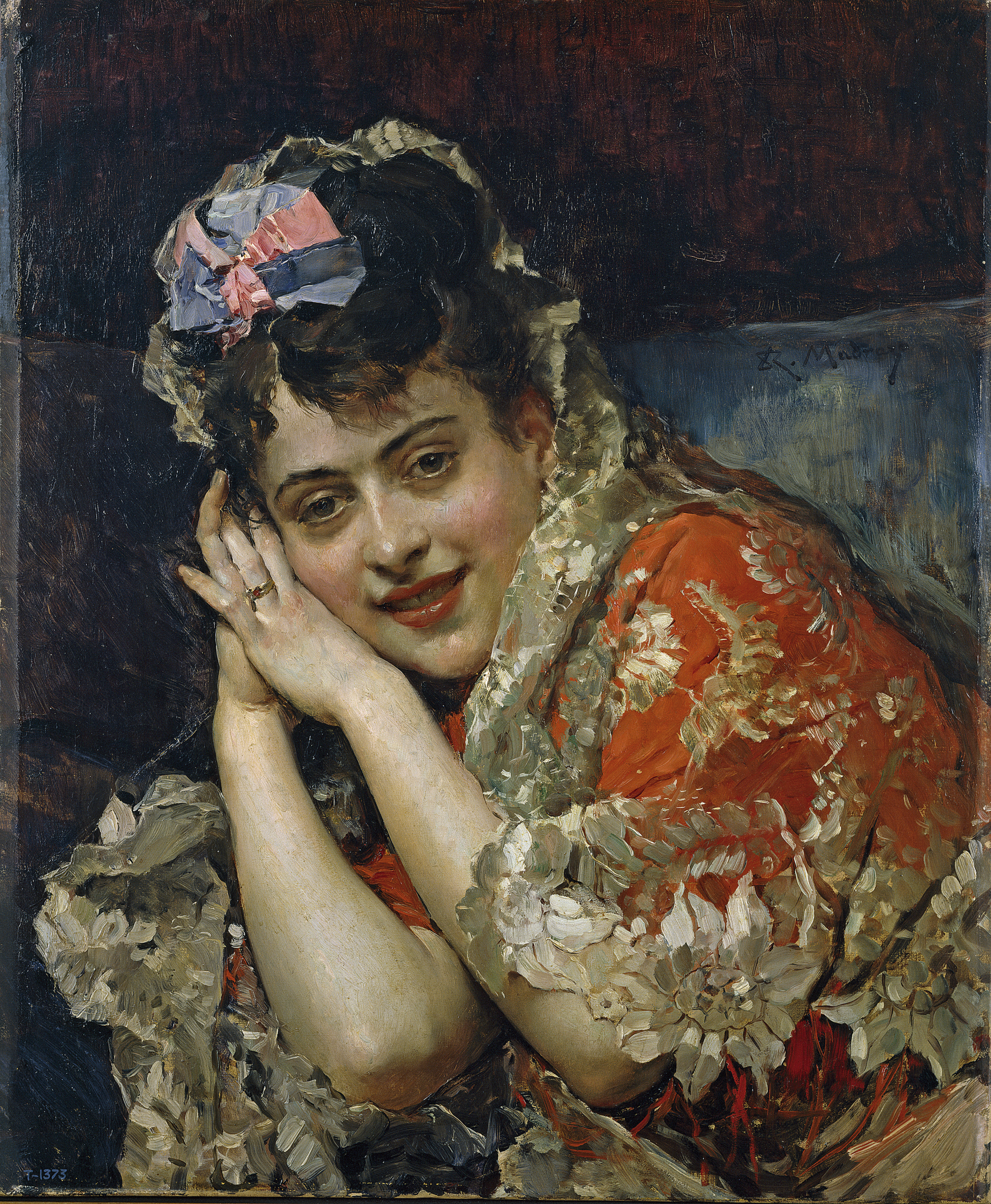
Aline Masson à la mantille blanche, vers 1875, Madrid, musée du Prado.
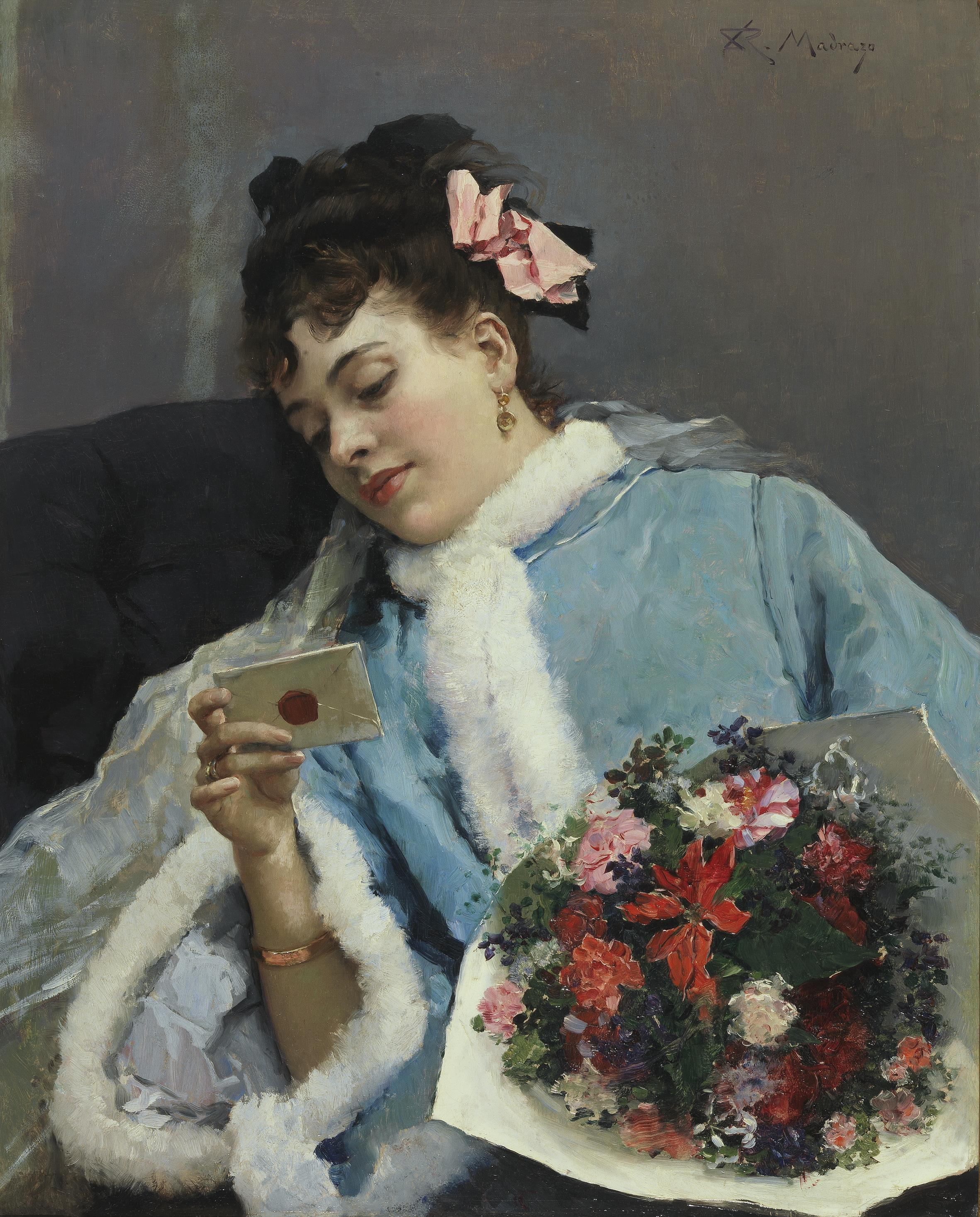
La Lettre d'amour, Madrid, musée du Prado.
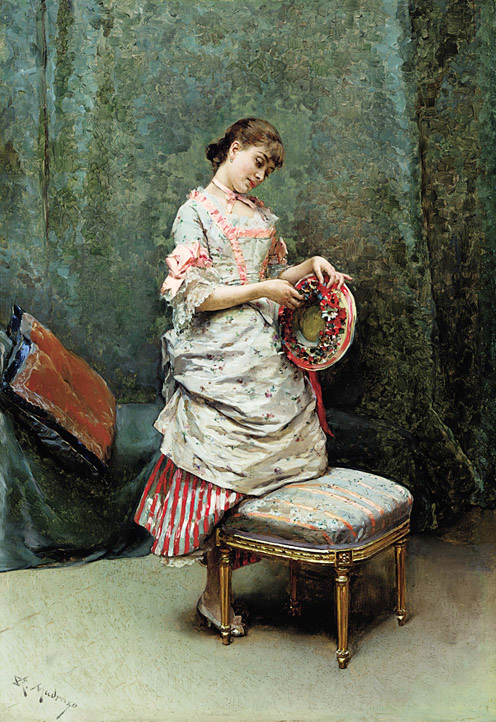
Aline tenant un chapeau, localisation inconnue.
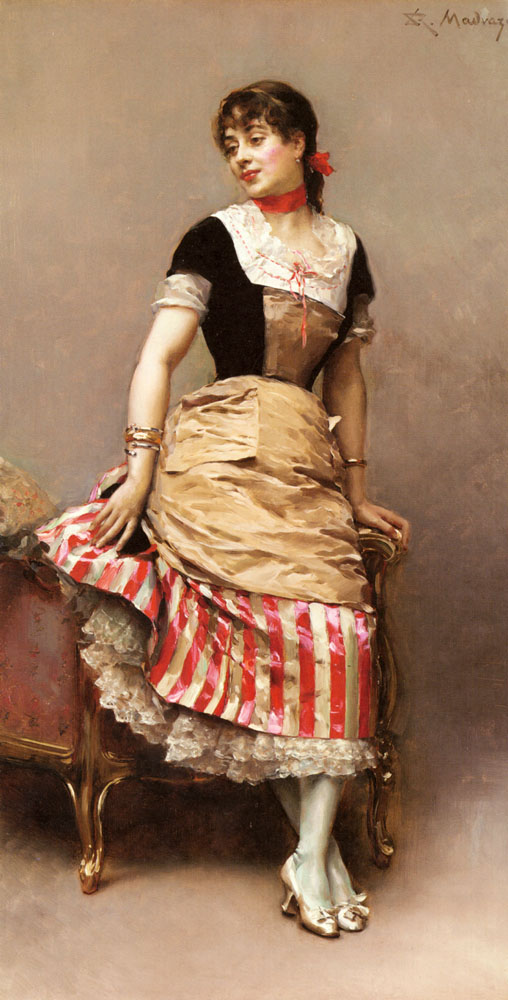
Aline Masson sur un sofa, localisation inconnue.

Autres œuvres de Raimundo de Madrazo y Garreta
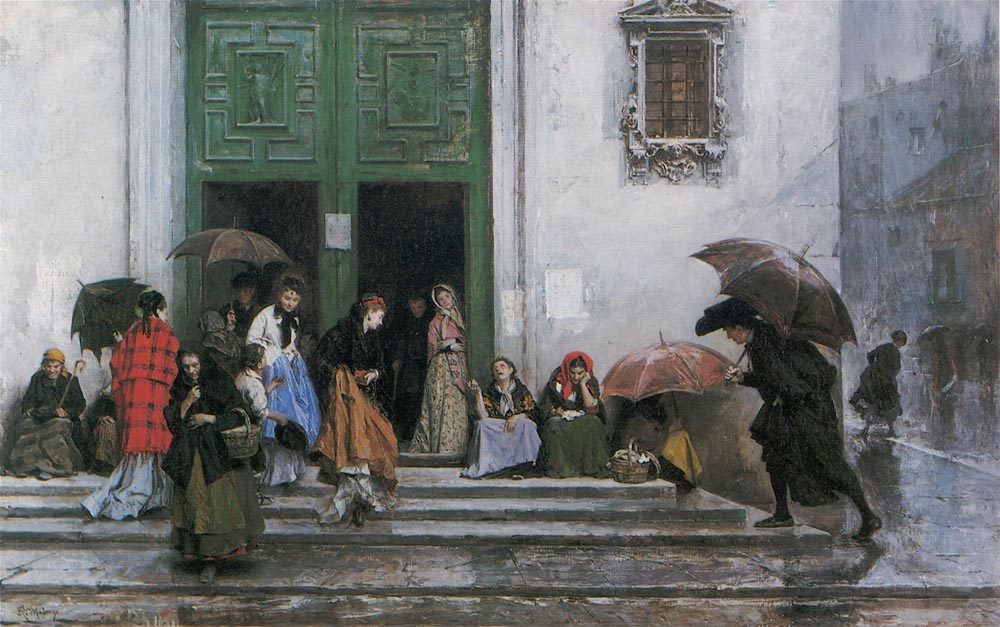
La Sortie de l'église, avant 1875, localisation inconnue.
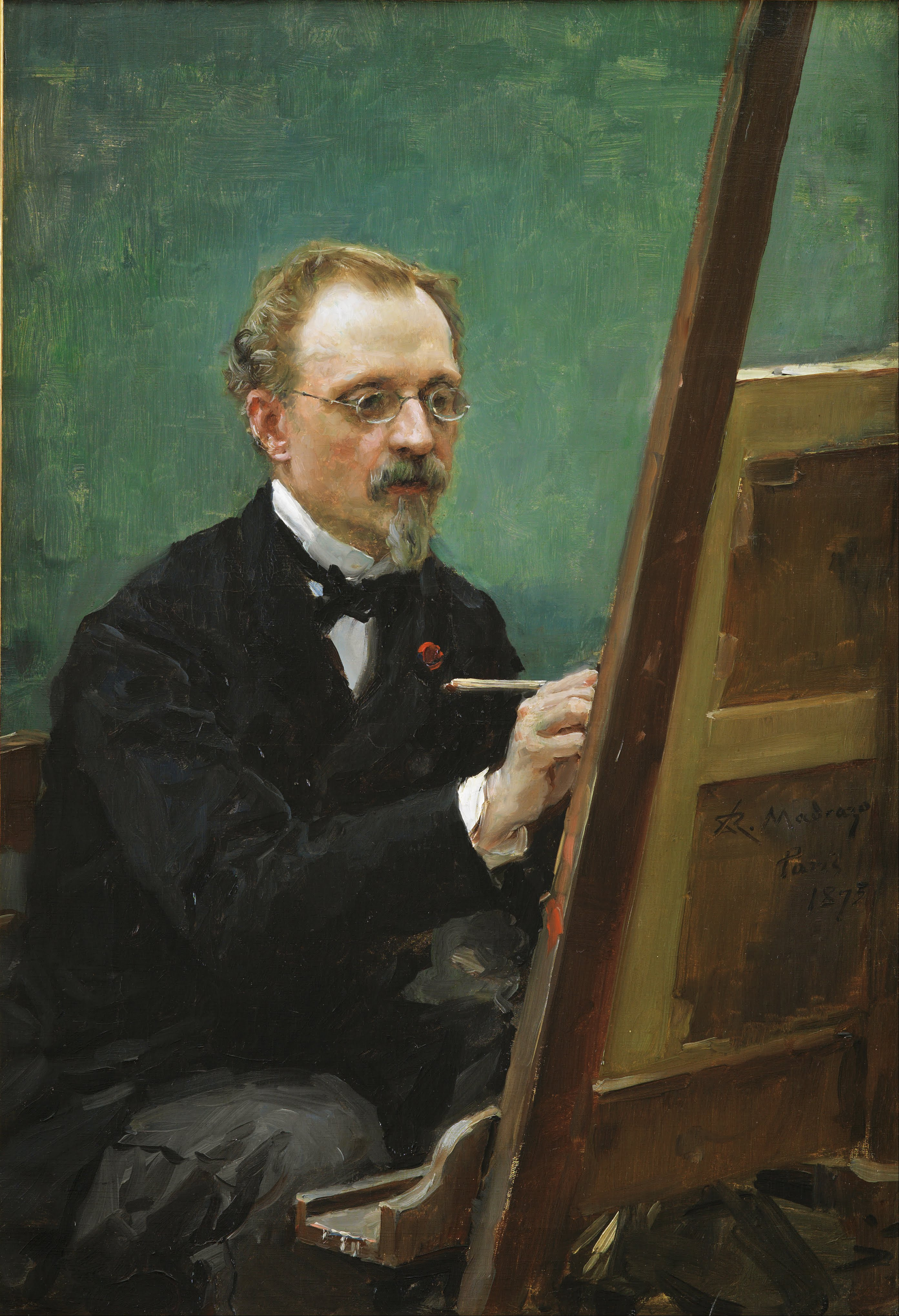
Portrait de Federico de Madrazo, 1875, musée des Beaux-Arts de Bilbao.
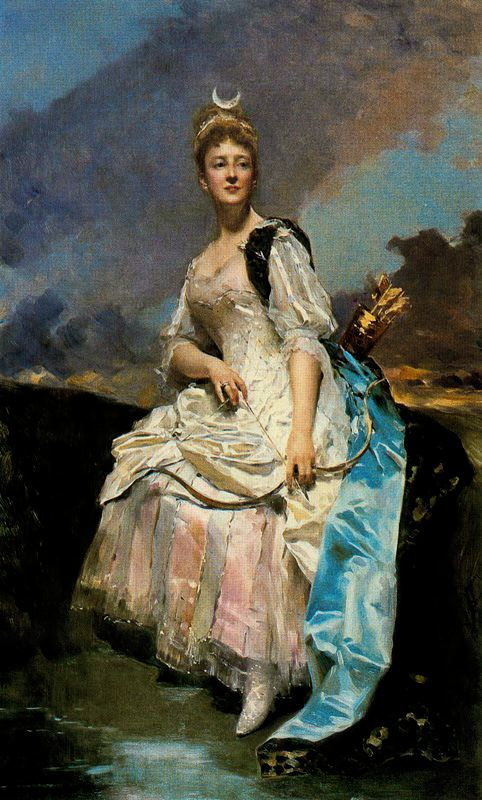
La Marquise d'Hervey Saint-Denys en Diane, 1888, huile sur toile, 129 × 85 cm, Paris, musée d'Orsay.
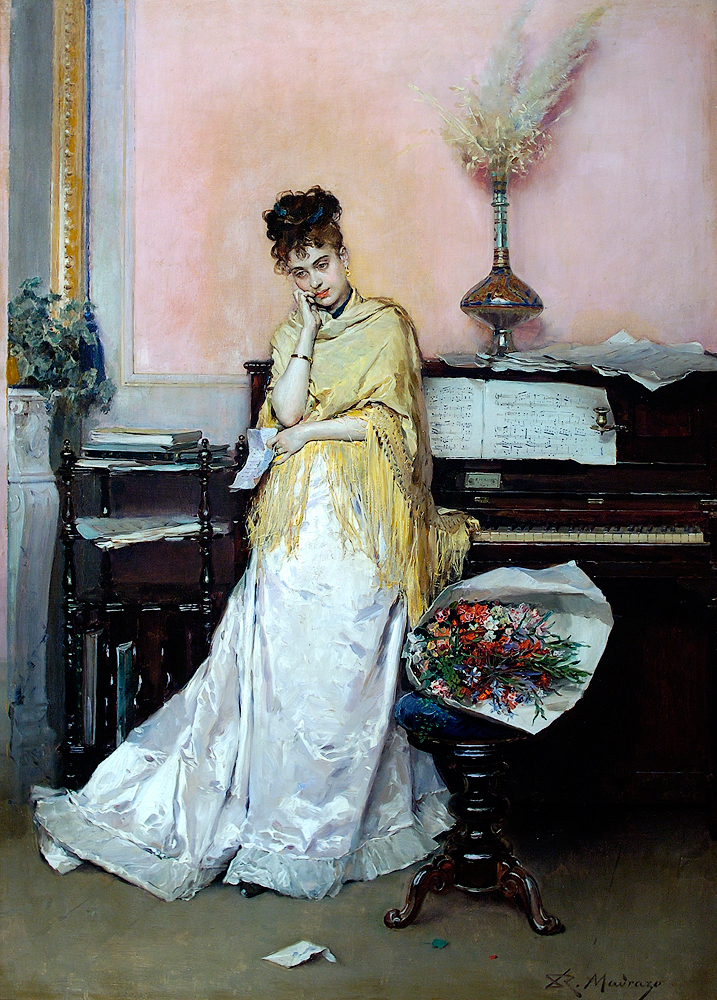
Le Bouquet, vers 1890, localisation inconnue.
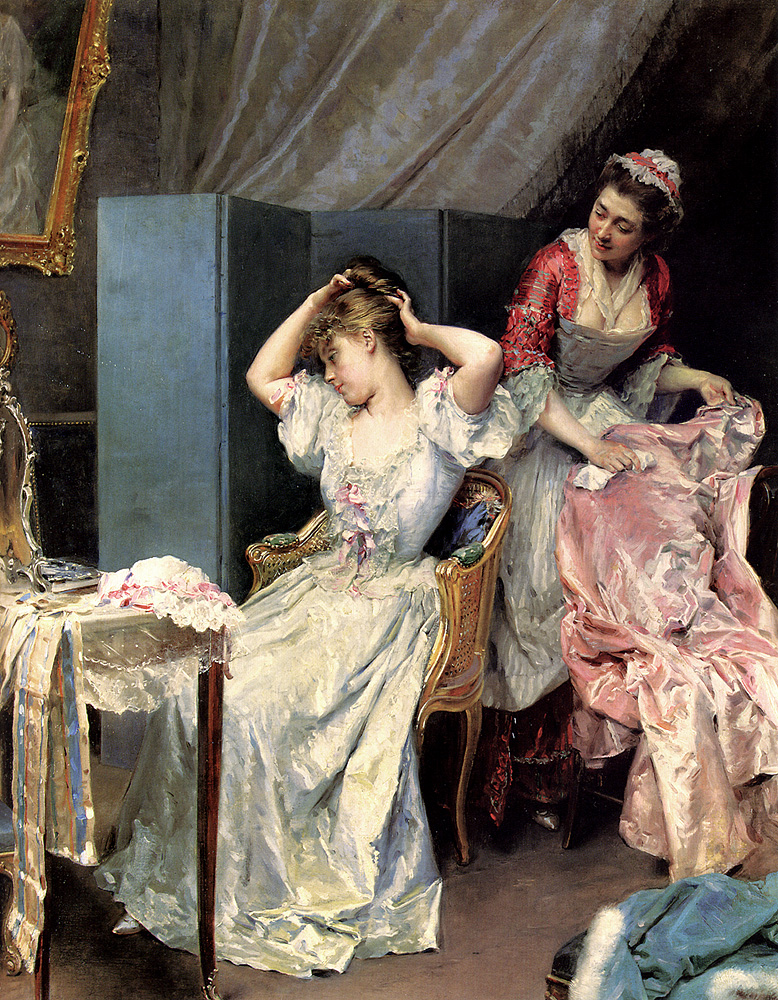
La Toilette, entre 1890 et 1900, localisation inconnue.
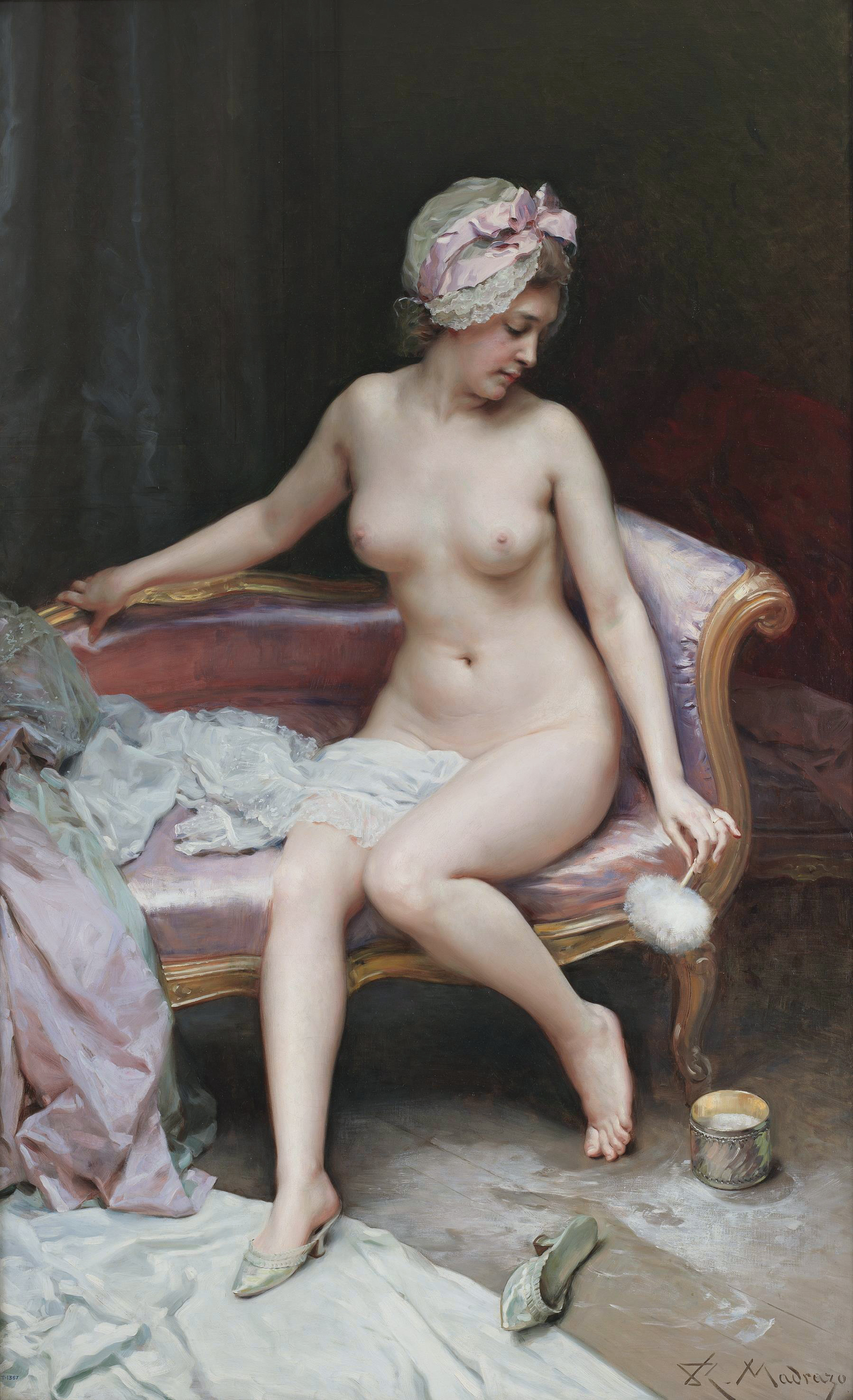
Après le bain, vers 1895, Madrid, musée du Prado.
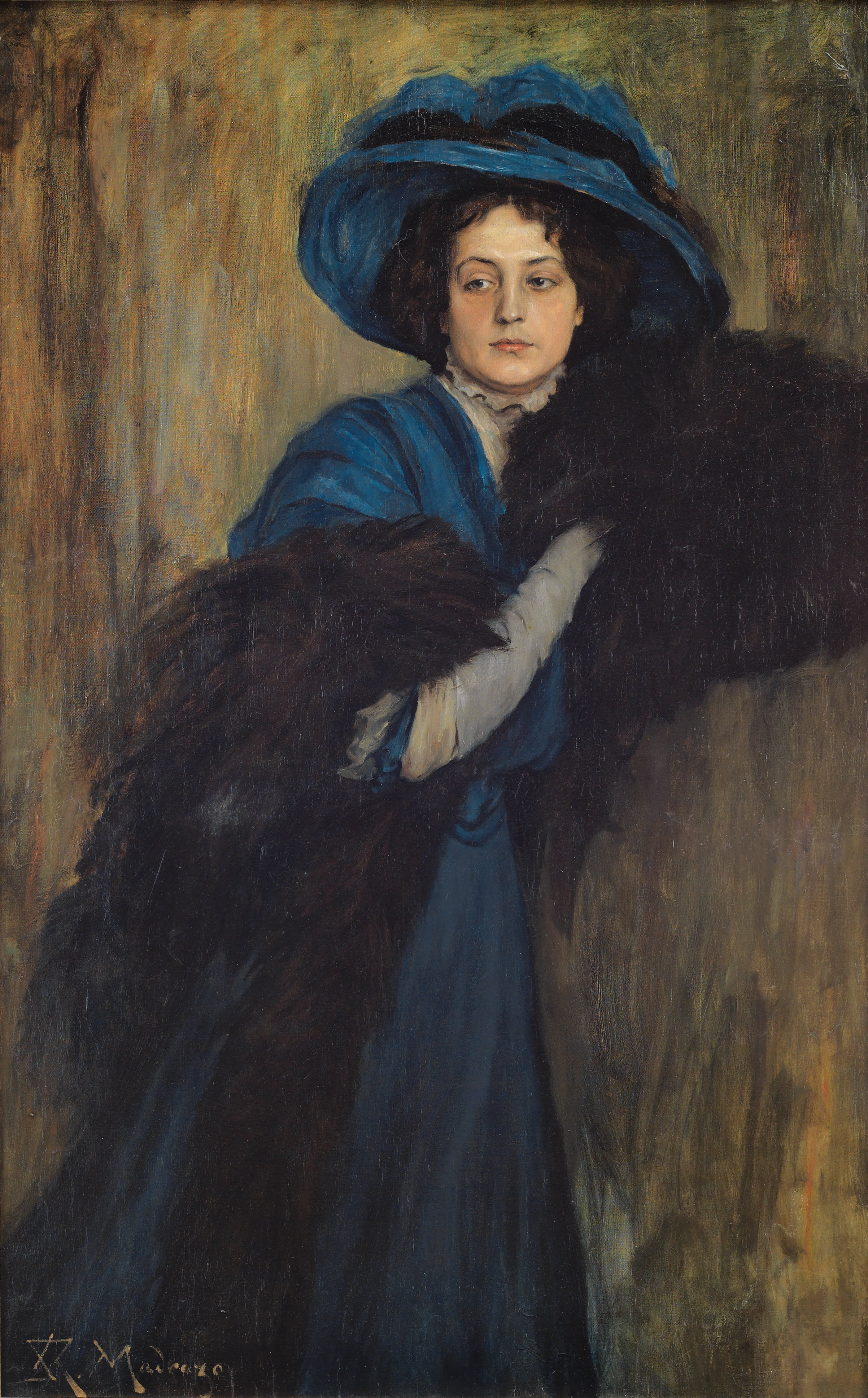
Portrait d'une Dame en bleu, entre  1897 et 1905, musée des Beaux-Arts de Bilbao.
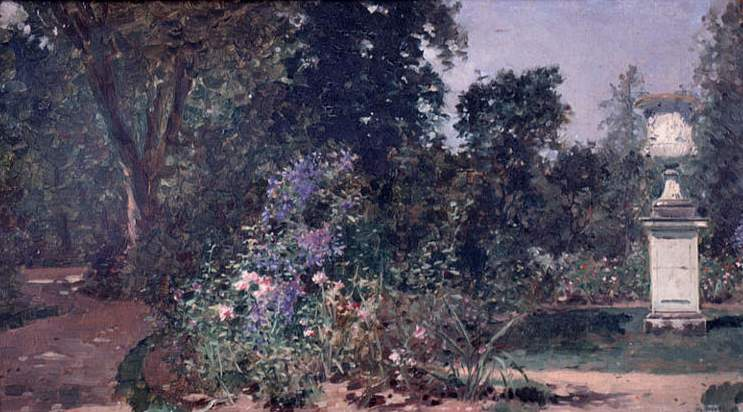
Versailles, le jardin du Roi, 1914, huile sur toile, 17 × 30 cm, Versailles, musée Lambinet.
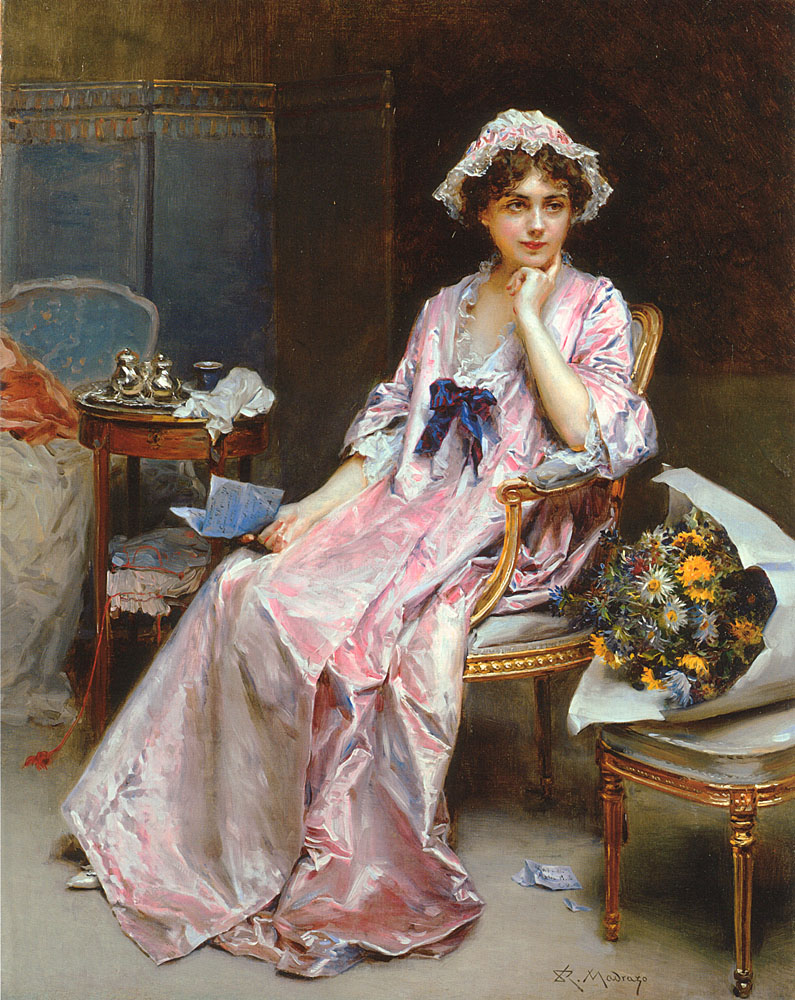
La Maîtresse hésitante, localisation inconnue.
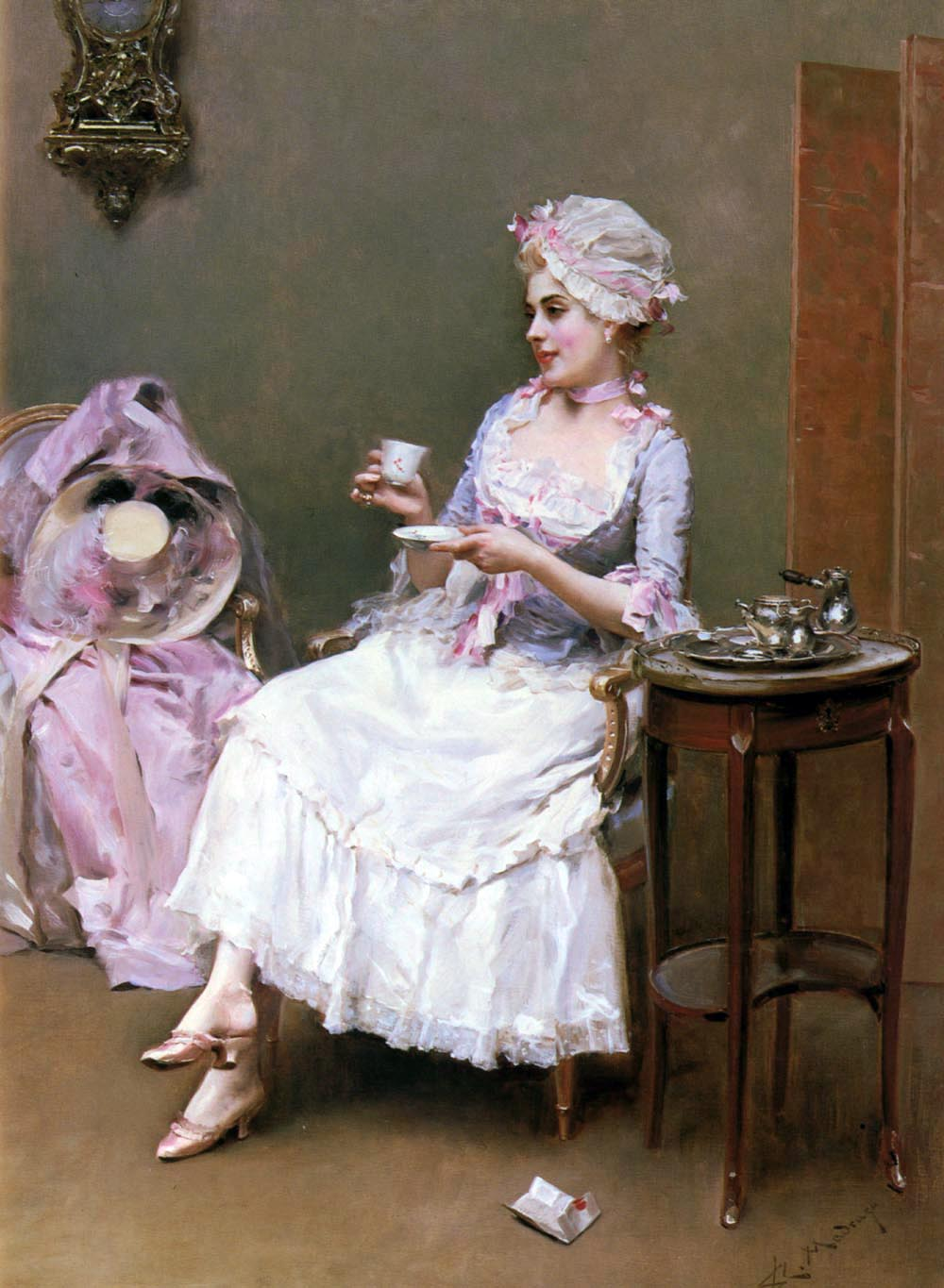
Le Chocolat chaud, localisation inconnue.
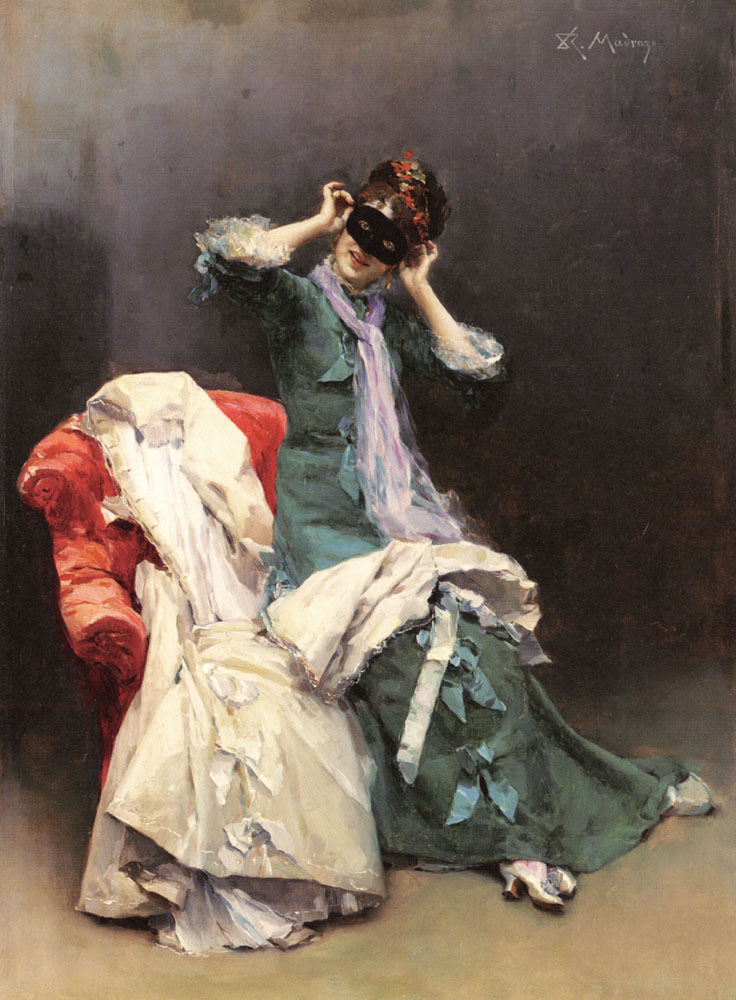
Préparatifs pour le bal masqué, localisation inconnue.